# Висмутид плутония
Висмутид плутония — бинарное неорганическое соединение
плутония и висмута
с формулой PuBi,
кристаллы.

## Получение
- Сплавление стехиометрических количеств чистых веществ:

{\displaystyle {\mathsf {Pu+Bi\ {\xrightarrow {1300^{o}C}}\ PuBi}}}

## Физические свойства
Висмутид плутония образует кристаллы
кубической сингонии,
пространственная группа F m3m,
параметры ячейки a = 0,6350 нм, Z = 4,
структура типа хлорида натрия NaCl
.
При давлении 10 ГПа происходит переход в фазу тетрагональной сингонии, пространственная группа P 4/mmm.
При давлении 42 ГПа происходит переход в фазу кубической сингонии с упаковкой типа хлорида цезия CsCl.
При температуре ниже 57 К происходит антиферромагнитное упорядочение
.
Соединение конгруэнтно плавится при температуре ≈1300°С.
Проявляет пирофорные свойства.